# Patišon bučka

Patišon bučka (znanstveno ime Cucurbita pepo var. patissoniana), (it. Scallopini) je gojena podvrsta navadne buče (Cocurbita pepo), ki spada v družino bučevk.

## Značilnosti
Poletne buče so sorodnice tako melon kot kumar in se pojavljajo v številnih različnih vrstah. Čeprav se vsaka vrsta razlikuje po obliki, barvi, velikosti in okusu, imajo nekatere skupne značilnosti. Celotni plod, vključno s sredico, semeni in celo lupino so užitni. Poleg tega imajo nekatere vrste bučk užitne tudi cvetove. Za razliko od zimskih buč so poletne buče bolj krhke in jih ni mogoče hraniti dlje časa. Čeprav v kulinariki buče veljajo za zelenjavo, je botanično gledano plod buč jagoda, torej sadje.
Bučke patišonke so običajno bele in imajo zanimivo, zvezdasto ploščato obliko, ki spominja na klobuk meduze ali disk z valovitim robom. Nekatere vrste so rumene, krem, zelene, oranžne ali pisane in tako še posebno dekorativne.

## Uporaba
Mlade nedozorele patišonke so cele primerne za vlaganje, podobno kot kumarice. Tudi okus nekoliko spominja na kumare. Notranjost je mehka, bledo rumene barve in pri kuhanju hitro zvodeni. Najbolj uporabni so zelo mladi plodovi, katerih premer ne preseže 6 cm. Dozorele patišonke izgubijo značilno aromo, vendar z zelo trdo lupino vzdržijo dolgo in so čudovit okras.

## Zgodovina
Arheološke najdbe izpričujejo, da so v Puebli, Oaxaci in zvezni državi Mexico buče gojili že pred približno 8.000 do 10.000 leti. Kasneje se je njegovo gojenje razširilo skoraj po vsej celini. Buče so bile ene od treh osnovnih avtohtonih kmetijskih rastlin ameriških domorodcev, poleg koruze in fižola. Običajno so jih sadili skupaj, pri čemer je koruzno steblo služilo kot opora vzpenjajočemu fižolu in senca za buče. Sodobne buče so se razvile iz divjih, ki izvirajo iz območja med Gvatemalo in Mehiko. Sprva so jih gojili predvsem zaradi semen, saj divje buče niso imele veliko sredice, ki pa je bila povrhu tega še neokusna in grenka. Sčasoma so se razvile vrste z večjo količino sredice in bolj slajšega okusa. Krištof Kolumb je v Evropo prvi pripeljal tudi buče, njihovemu gojenju po vsem svetu pa so pripomogli portugalski in španski konvistadorji in raziskovalci. 
Patišonke so že stoletja v prehrani prebivalcev Severne Amerike. Prednike današnjih belih patišonk naj bi gojili severovzhodni indijanci in prvi kolonisti so leta 1591 zapisali, da so to ene najbolj okusnih in rodovitnih vrst bučk. 